# سازمان بین‌المللی فرهنگ ترکی
سازمان بین‌المللی فرهنگ ترکی (ترکی: Uluslararası Türk Kültürü Teşkilatı) یک سازمان بین‌المللی فرهنگی کشورهای ترک‌تبار است؛ که گویشوران این کشورها یکی از زبان‌های ترکی‌تبار می‌باشد. وظیفهٔ این نهاد اداره مشترک فرهنگ و هنر ترک‌ها است. این سازمان به صورت اختصار TÜRKSOY (به فارسی: ترک‌تبار) شناخته می‌شود که از دو بخش TÜRK
(به فارسی: ترک) + SOY (به فارسی: تبار) تشکیل شده‌است.
دبیرکل کنونی این سازمان دوسن کازینوف وزیر فرهنگ پیشین قزاقستان است، و دفتر سازمان بین‌المللی فرهنگ ترکی در آنکارا واقع شده‌است.

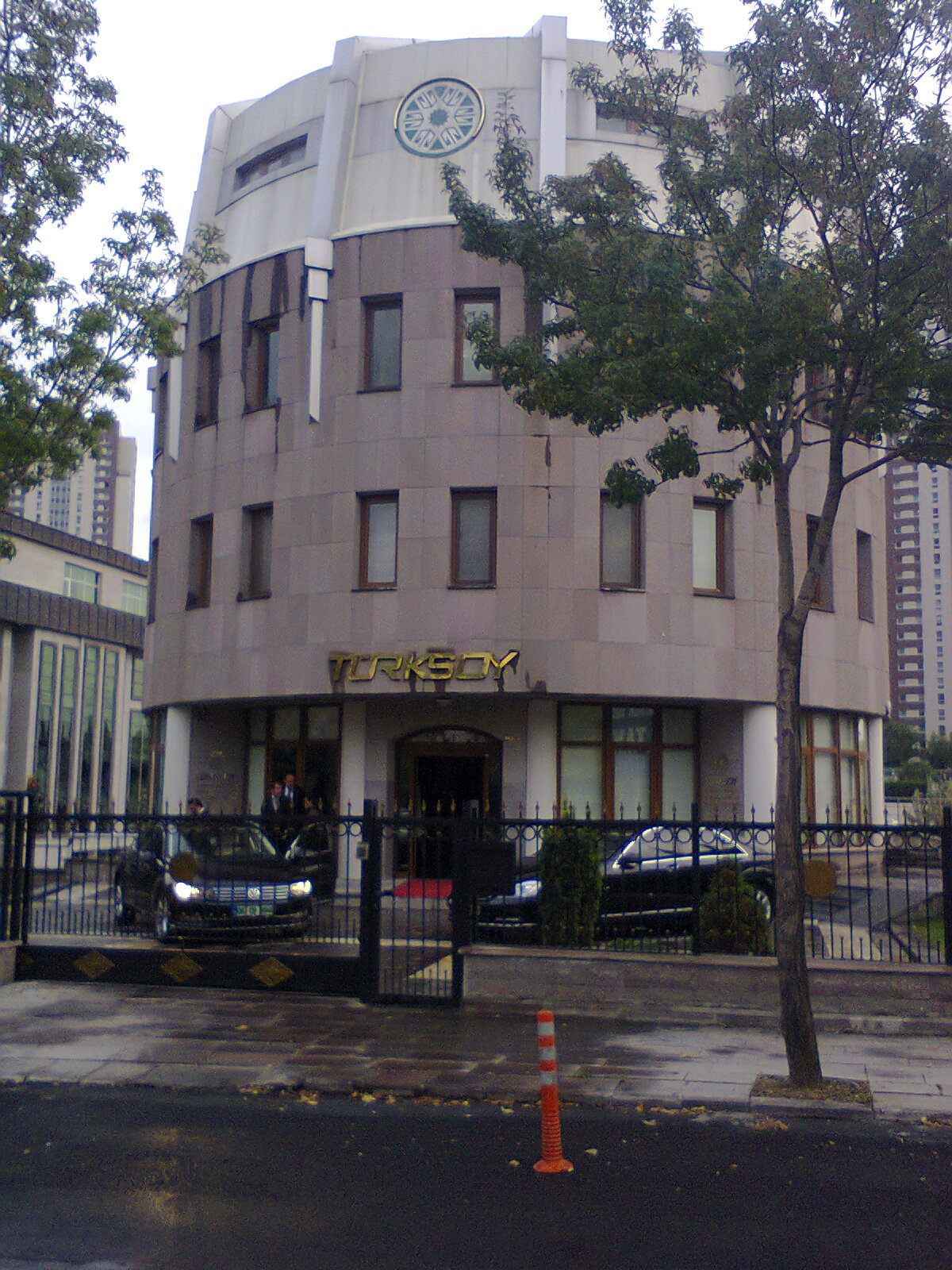
مقر سازمان بین‌المللی فرهنگ ترکی

## تاریخچه
سازمان بین‌المللی فرهنگ ترکی در باکو و استانبول که در آن وزرای فرهنگ از آذربایجان، قزاقستان، قرقیزستان، ازبکستان، ترکیه و ترکمنستان اعلام تعهد خود را به همکاری در یک چارچوب فرهنگی مشترک را در جلساتی طول سال ۱۹۹۲ اعلام نمودند. پس از آن موافقتنامه تأسیس این سازمان در تاریخ ۱۲ ژوئیه ۱۹۹۳ در آلماتی توسط اعضای این شورا تصویب شد.
همچنین این سازمان از سال ۱۹۹۶ با یونسکو توافق‌نامه همکاری انعقاد کرد.

## اعضا
اعضای سازمان بین‌المللی فرهنگ ترکی تا سال ۲۰۰۹ میلادی شامل ۱۴ کشور، جمهوری، فدراسیون، ایالت و منطقهٔ خودمختار بوده‌است.
| کشور                  | زبان       | توضیح                                                                               |
| --------------------- | ---------- | ----------------------------------------------------------------------------------- |
| جمهوری آلتایی         | آلتایی     | قسمت‌های فدرال روسیه                                                                 |
| آذربایجان             | آذربایجانی |                                                                                     |
| باشقیرستان            | باشقیری    | قسمت‌های فدرال روسیه                                                                 |
| گاگائوزیا             | گاگائوز    | خودمختار تقسیم اداری مولداوی                                                        |
| قزاقستان              | قزاقی      |                                                                                     |
| خاکاسیا               | خاکاسی     | قسمت‌های فدرال روسیه                                                                 |
| قرقیزستان             | قرقیزی     |                                                                                     |
| جمهوری ترک قبرس شمالی | ترکی       | عملاً جمهوری مستقل که تنها توسط ترکیه به رسمیت شناخته شده‌است، مناقشه قبرس را ببینید. |
| یاقوتستان             | یاکوتی     | قسمت‌های فدرال روسیه                                                                 |
| تاتارستان             | تاتاری     | قسمت‌های فدرال روسیه                                                                 |
| ترکیه                 | ترکی       |                                                                                     |
| ترکمنستان             | ترکمنی     |                                                                                     |
| تووا                  | تووایی     | قسمت‌های فدرال روسیه                                                                 |
| ازبکستان              | ازبکی      |                                                                                     |